# Triphosa rantaizanensis
Triphosa rantaizanensis là một loài bướm đêm trong họ Geometridae.

## Hình ảnh

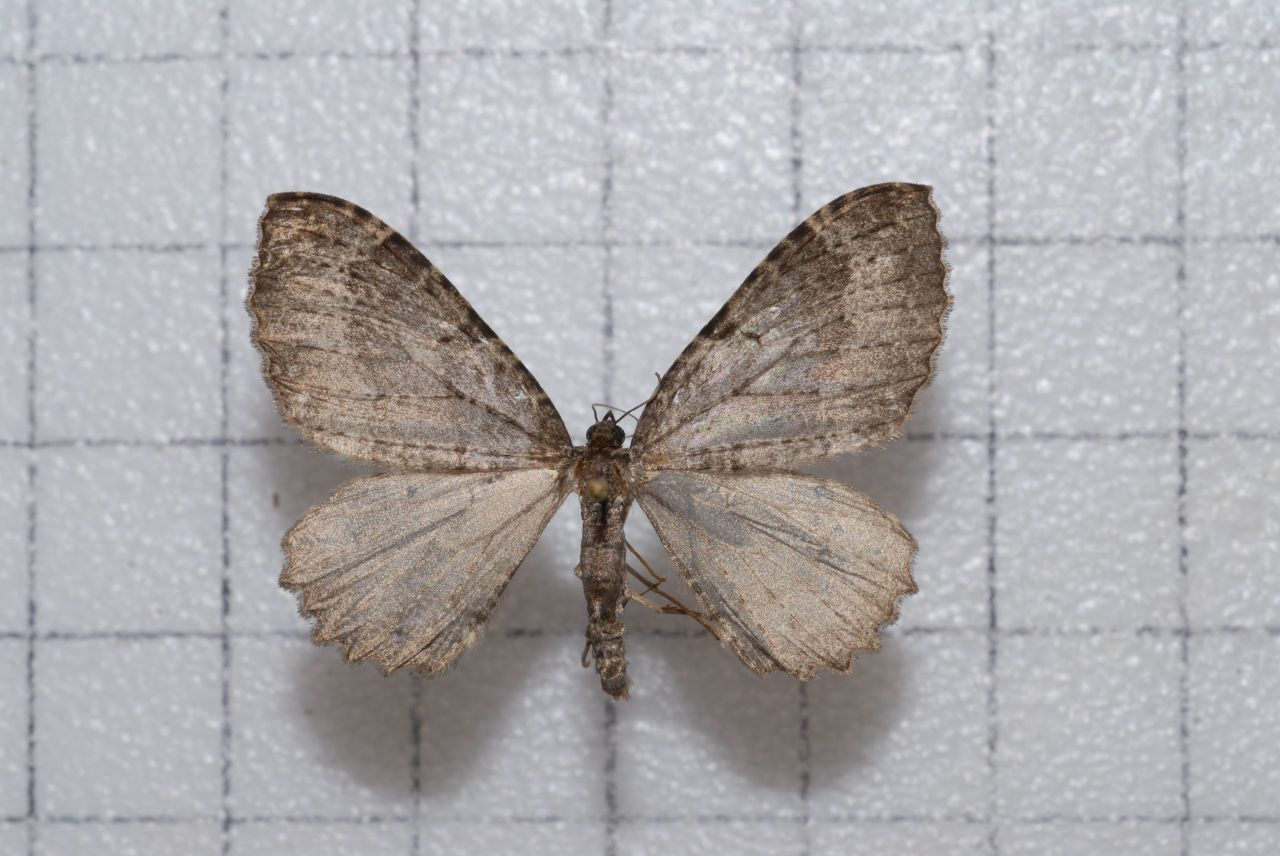
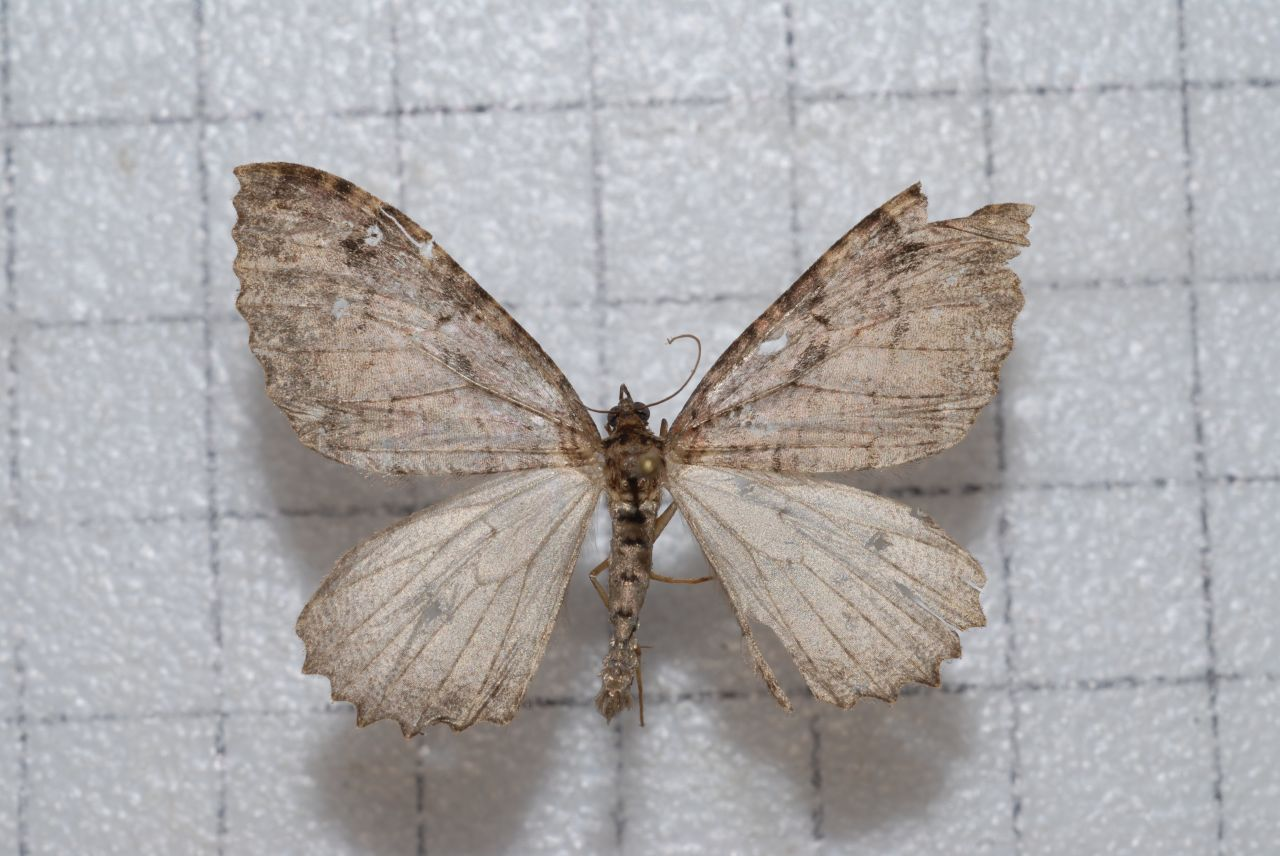
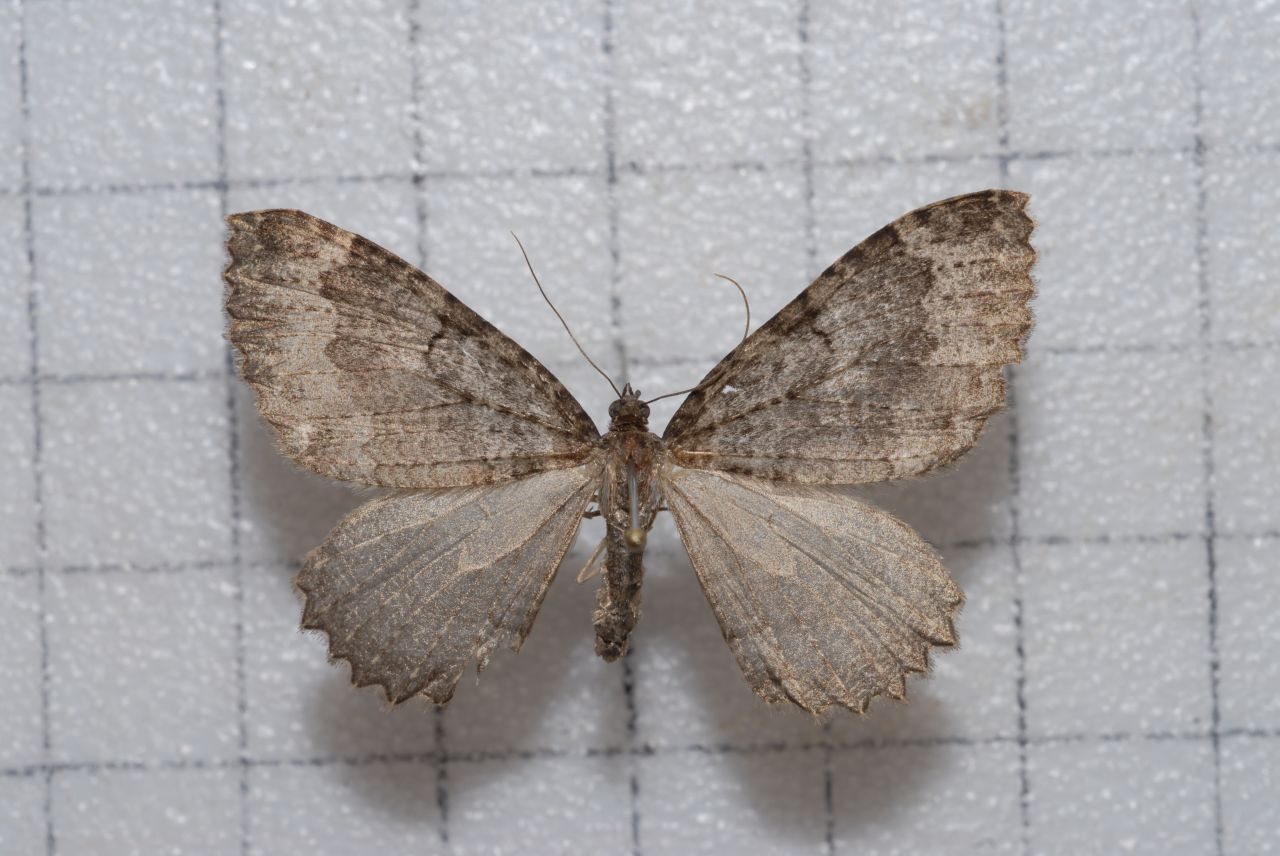
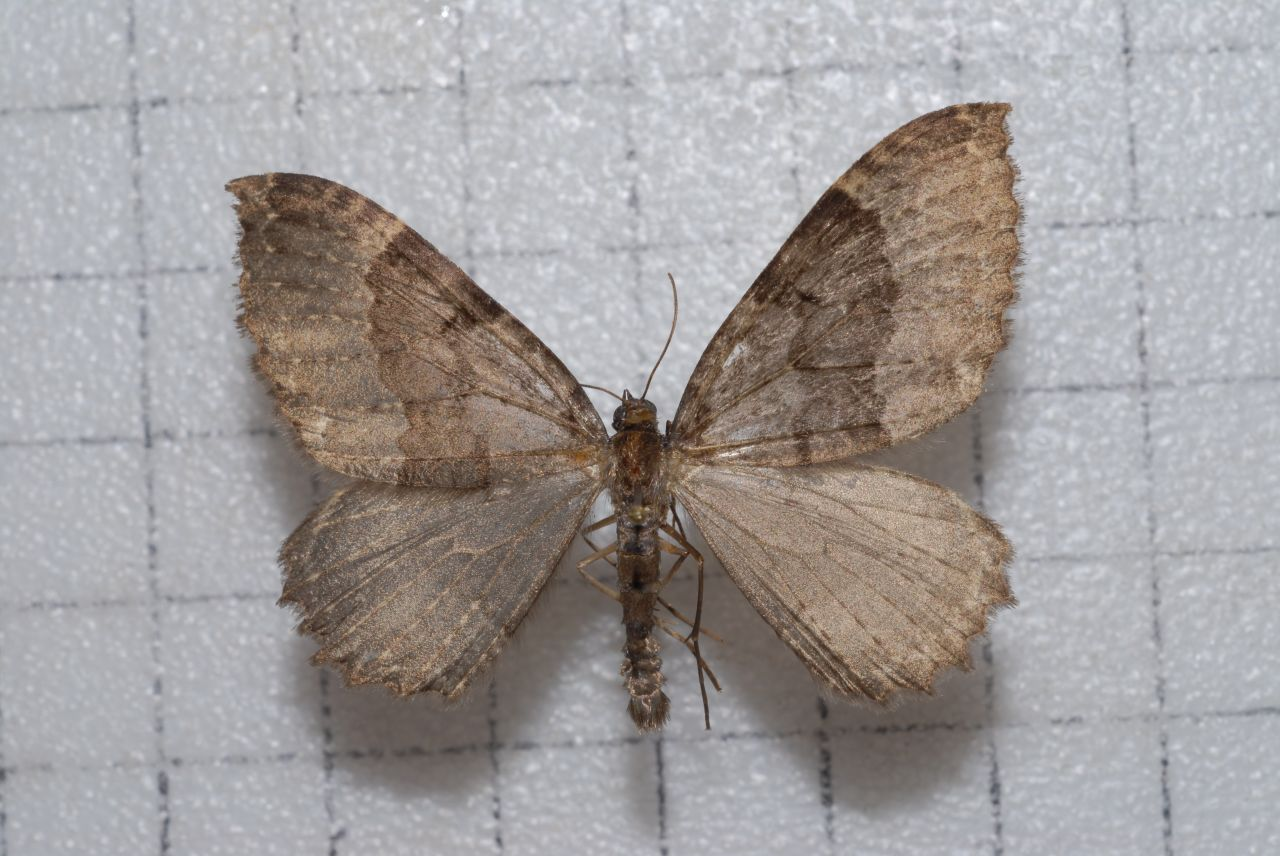